# Aborto en Querétaro
La Interrupción Legal del Embarazo (ILE) en Querétaro refiere al estatus legal que tiene en ese estado mexicano, donde el aborto inducido está despenalizado de facto, desde septiembre de 2021 y 2023 por las acciones de inconstitucionalidad AI 148/2017, AI 106/2018, AI 107/2018 y AI 54/2018; y el amparo en revisión AR 267/2023 de la Suprema Corte de Justicia de la Nación (SCJN), a petición de cualquier mujer o persona gestante en la entidad sin especificar claramente el límite máximo del embarazo; además de las causales de violación, peligro de muerte y daño a la salud.
Querétaro es una de las entidades federativas de México que todavía no armoniza su legislación local. Su Código Penal aún mantiene restricciones totales al aborto electivo. El 31 de octubre del 2024 el diputado de Morena Arturo Maximiliano García Pérez y activistas del colectivo ADAx Digitales presentaron una iniciativa para legalizar el aborto en este estado hasta las 12 semanas de gestación.

## Marco normativo actual
|  |  |
|  |  |

### Regulación penal[4]
| Artículo | Concepto                                                         | Descripción |
| -------- | ---------------------------------------------------------------- | --- |
| 136      | Definición                                                       | La muerte al producto de la concepción hasta antes del nacimiento. |
| 137      | Sanciones por asistir en un aborto                               | 1 a 3 años de prisión si el aborto fuera con el consentimiento de ella. Al faltar su consentimiento, la pena es de 4 a 7 años; al usar violencia física o moral, se agrava de 7 a 9 años. Las penas aumentarán hasta una mitad más cuando la gestante sea menor de edad o no tenga capacidad para comprender el significado del hecho.                                                                    |
| 138      | Sanciones por aborto consentido                                  | 1 a 3 años de prisión a la mujer que procure el aborto o consienta en que otros la hagan abortar. |
| 139      | Consideraciones judiciales para la aplicación del artículo 138   | La pena puede aplicar hasta en una tercera parte cuando el Juez considere que sea equitativo considerando el artículo 68 del código y el estado de salud de la madre, su instrucción y condiciones personales, las condiciones de la concepción, duración del embarazo, desarrollo y características del producto, consentimiento del otro progenitor cuando viva con la madre y cumpla sus obligaciones. |
| 140      | Sanciones por asistir en un aborto y ser profesional de la salud | Además de las sanciones correspondientes al artículo 329, suspensión del ejercicio de su profesión de 1 a 5 años. |
| 141      | Excepciones para médicos que asisten en un aborto                | No se sancionará a médicos que, en legítimo ejercicio de su profesión, brinden a la mujer la atención que requiera con motivo de un aborto punible hecho por alguien más. |
| 142      | Causales del aborto legal                                        | Cuando el embarazo sea causado por la culpa de la mujer embarazada, y cuando el embarazo sea resultado de una violación. |

## Iniciativas de despenalización
En 2015, Carlos Sánchez Tapia, diputado del Partido  de la Revolución Democrática (PRD) presentó una iniciativa para la despenalización del aborto, que no prosperó. En 2020, Laura Polo Herrera, de Morena, presentó otra iniciativa, al igual que Paul Ospital Carrera en 2022, sin éxito debido a la negativa del Partido Acción Nacional. Dos años después de la sentencia de la SCJN que resolvió que la penalización del aborto era inconstitucional, Querétaro tiene 78 carpetas de investigación por el delito de aborto.
En 2023, en el municipio de Huimilpan, Querétaro, Esmeralda, una adolescente de 14 años, fue víctima de violación, quedó embarazada y sufrió un aborto espontáneo, por lo que fue procesada por el delito de homicidio porque la Fiscalía General del Estado de Querétaro señaló que el bebé nació vivo y murió por estrangulamiento.El caso se resolvió el 30 de octubre del año siguiente tras un acuerdo entre la Secretaría de Mujeres y la Fiscalía de Querétaro, de manera que Esmeralda no recibirá ninguna acción penal en su contra. Al día siguiente, el diputado de Morena Arturo Maximiliano García Pérez y activistas del colectivo ADAx Digitales presentaron una iniciativa para modificar el artículo 136 del Código Penal, de manera que el aborto se considere delito después de las 12 semanas de gestación y se contemplen excepciones para la interrupción del embarazo.

## Datos

### Estadísticas
Hasta la fecha y al igual que las otras entidades, a excepción de la CDMX, tanto la secretaría de salud como los servicios de salud del estado (SESEQ) aún no pública, de manera accesible y constante, información sobre el número de procedimientos (totales, por año o por unidad de atención), sobre las usuarias o los usuarios (procedencia, edad, nivel educativo, estado civil, ocupación, número de hijos o semanas de gestación) o sobre el tipo de procedimiento.

### Unidades, procedimientos y requisitos
Hasta la fecha y al igual que las otras entidades, a excepción de la CDMX, tanto la secretaría de salud como los servicios de salud del estado (SESEQ) aún no ha facilitado la información sobre procedimientos, requisitos o unidades de atención.
Según el Directorio de Servicios de Aborto Seguro, programa federal a cargo del Centro Nacional de Equidad de Género y Salud Reproductiva (CNEGSR), existen 11 unidades (hospitales o clínicas) pertenecientes al sistema de salud local para atender los casos, los cuales son:
- Hospital de Especialidades del Niño y la Mujer, ubicado en la colonia Colinas del Cimatario de la ciudad de Querétaro.
- Centro de Salud Menchaca Norte, ubicado en la colonia Colinas de Menchaca de la ciudad de Querétaro.
- Centro de Salud Satélite, ubicado en la colonia Colinas del Poniente de la ciudad de Querétaro.
- Centro de Salud de Servicios Ampliados (CESSA) Amealco, ubicado en la colonia Centro de la ciudad de Amealco de Bonfil.
- Hospital General de Cadereyta, ubicado en la colonia Zona Centro de la ciudad de Cadereyta de Montes.
- Centro de Salud Emiliano Zapata, ubicado en la colonia Puerta Real 5A de la ciudad de Corregidora.
- Centro de Salud Villa Progreso, ubicado en la colonia Barrio San José de la ciudad de Ezequiel Montes.
- Hospital General de Jalpan, ubicado en la colonia Centro de la ciudad de Jalpan de Serra.
- Centro de Salud Landa de Matamoros, ubicado en la colonia Barrio San Esteban de la ciudad de Landa de Matamoros.
- Centro de Salud la D, ubicado en la colonia Santa Bárbara de la ciudad de Pedro Escobedo.
- Hospital General San Juan del Río, ubicado en la colonia México de la ciudad de San Juan del Río.

Y 2 unidades (hospitales o clínicas) del ISSSTE, los cuales son:
- Hospital General ISSSTE Querétaro, ubicado en la colonia Centro de la ciudad de Querétaro.
- Clínica Médico Familiar Querétaro, ubicado en la colonia Centro de la ciudad de Querétaro.

No se registra aún la instalación de otras clínicas privadas en las principales ciudades de la entidad.
Como indica la guía federal del Lineamiento Técnico para la atención del Aborto Seguro en México (siguiendo los estándares de la Organización Mundial de la Salud), en la actualidad, el legrado uterino instrumental se considera obsoleto, nocivo y está totalmente desaconsejado. En su lugar, los protocolos federales sugieren dos abordajes para interrumpir embarazos de manera segura y de calidad, siempre y cuando se realicen bajo las condiciones médicas correctas y en un contexto de legalidad:
- Aborto farmacológico, con el uso de mifepristona y misoprostol por diferentes vías (vestibular, vaginal o sublingual) ya sea combinado (ambas sustancias) o de manera individual (misoprostol únicamente). Ambos medicamentos provocan dilatación del cérvix y contracciones uterinas que contribuyen a la expulsión de su contenido. La dosis y vía de administración del tratamiento depende de las semanas de gestación o del antecedente de cirugías uterinas previas. Se considera no invasivo por lo que no necesita de un antibiótico profiláctico (previo a la intervención). En el régimen combinado (comparado con el individual) el tiempo para la resolución del aborto es menor (en horas o días) y suele haber menos molestias posteriores. Su éxito terapéutico podría disminuir conforme aumenta la edad gestacional. Antes de la semana 10, el procedimiento puede realizarse total o parcialmente autogestionado y con una asesoría o vigilancia mínima (ya sea por prestador/a de servicios de salud o por colectiva de acompañamiento). En cambio, entre la semana 10 y 12 se requiere mayor seguimiento y vigilancia por el personal especializado. Está contraindicado en presencia de inestabilidad hemodinámica y sepsis.
- Aborto quirúrgico, a través de la succión del producto con la ayuda de instrumentación médica de operación manual o eléctrica (como cánulas, tubos o bombas). Sí precisa de antibiótico profiláctico (previo a la intervención), así como de bloqueo paracervical y analgésicos. Las molestias posteriores serían mínimas y la resolución del aborto es inmediata. También es conocido como aspiración endouterina y es la primera elección cuando hay presencia de inestabilidad hemodinámica y sepsis.

Al tratarse de procedimientos médicos, se tiene la posibilidad de presentar pequeñas molestias que pueden controlarse satisfactoriamente si se toman las medidas preventivas y se sigue fielmente las recomendaciones del personal especializado. Estas pueden ser dolor cólico y sangrado transvaginal, ligeramente mayor a lo experimentado en una menstruación. La intensidad de lo anterior disminuirá de manera progresiva, aunque podría continuar en menor cantidad y de manera esporádica durante las primeras 4 a 6 semanas. También se puede experimentar algo de fiebre en las primeras 24 horas, la cual cederá con la ingesta de antipiréticos. Así mismo, para evitar el riesgo de infección, se deberán tomar medidas de higiene vaginal y no se recomienda tener relaciones sexuales en un periodo aproximado de dos semanas.
Igualmente, existe una pequeña posibilidad, y bastante infrecuente, de experimentar algunos riesgos. De esta manera, la o el paciente deberá buscar atención médica inmediata ante los siguientes datos de alarma: ausencia de sangrado o cantidad mínima de este (sobre todo entre las primeras 4 a 6 horas posteriores ya que puede indicar fallo en el procedimiento o un embarazo ectópico), un sangrado persistente y progresivo (que empape más de dos toallas higiénicas por hora durante dos horas consecutivas), secreción fétida, debilidad, mareo, reacciones alérgicas a algún medicamento (como exantemas o edemas faciales o bucales), así como fiebre o malestar general después de las primeras 24 horas.
En el primer trimestre, los procedimientos siempre deberían ser ambulatorios, por lo que pueden realizarse en cualquier unidad de primer nivel (centros de salud o clínicas familiares). En el segundo trimestre se requeriría de atención intrahospitalaria, por lo que pueden realizarse en cualquier unidad de segundo nivel (hospitales generales o regionales).
Así mismo, el Lineamiento Técnico para la atención del Aborto Seguro en México hace hincapié en dos leyes federales fundamentales: la NOM-046-SSA2-2005 y la Ley General de Víctimas (LGV). Estas dos últimas normatividades señalan que para acceder a la Interrupción Voluntaria del Embarazo (en caso de violación) no se necesita presentar denuncia previa ante el Ministerio Público o contar con la autorización de éste. Debido al principio de buena fe, el único requisito es una solicitud por escrito bajo protesta de decir la verdad, en la que se manifiesta que dicho embarazo es producto de una violación. El personal de los servicios de salud no está obligado a verificar el dicho de las y los solicitantes. Las personas menores de 12 años requieren autorización de madre, padre, tutor o representante legal. En cambio, las y los menores de edad, pero mayores de 12 años ya no necesitan de aquel permiso (pueden tomar la decisión de manera autónoma). Finalmente, ni la LGV ni la NOM-046-SSA2-2005 establecen límites gestacionales para hacer valer el derecho al aborto cuando existe una agresión sexual. La misma SCJN ha emitido sentencias que validan todo lo anterior (amparos en revisión AR-601/2017, AR-1170/2017, AR-438/2020 y AR-438/2020; controversias constitucionales CC 53/2016 y CC 45/2016).
Finalmente y posterior a la consejería, las y los pacientes tendrían que llenar y firmar formatos sobre el consentimiento informado pues representa el principal instrumento jurídico y ético para que la persona sea dueña efectiva de sus decisiones, como corresponde a su dignidad y autonomía. A través de este documento, las personas usuarias del servicio otorgarán o no su autorización para cada uno de los procedimientos (como la modalidad de abordaje o el método anticonceptivo posterior), las posibles alternativas o los probables riesgos. Así mismo, las y los pacientes tienen el derecho y facultad de poder revocarlo si así lo quieren. En caso de personas con discapacidad transitoria o permanente, el consentimiento informado debería ser suscrito por el familiar más cercano o el tutor / representante legal. En casos extremos, cuando no exista acompañante y la persona usuaria cuenta con una discapacidad, el personal médico (previa valoración y con el acuerdo de por lo menos dos profesionales) podrían otorgar el consentimiento informado.